# Aristeidae
Famille
Les Aristeidae sont une famille de crustacés décapodes dont les représentants ressemblent à des crevettes.
Cette famille de crustacés correspond aux grandes crevettes usuellement désignées sous le nom féminin de gambas (terme espagnol passé en français, équivalent de l'anglais prawn). Cette famille taxonomique a été introduite par James Wood-Mason (1846-1893) en 1891.

## Description et caractéristiques
Ce sont des crustacés d'eaux profondes, munis d'un rostre effilé. Leur corps est lisse, parfois mou. Les 5 premières paires de pattes périopodes sont allongées, les 3 premières munies de pinces (la 3e étant la plus longue). 
Deux espèces démersales, Aristeus antennatus et Aristaeomorpha foliacea, font l'objet d'une pêche commerciale importante, sous le nom de « gambas ».

## Liste des genres
Selon World Register of Marine Species (1 avril 2015) :
- genre Aristaeomorpha Wood-Mason in Wood-Mason & Alcock, 1891 -- 2 espèces
- genre Aristaeopsis Wood-Mason in Wood-Mason & Alcock, 1891 -- 1 espèce
- genre Aristeus Duvernoy, 1840 -- 8 espèces
- genre Austropenaeus Pérez Farfante & Kensley, 1997 -- 1 espèce
- genre Cerataspis Gray, 1828 -- 2 espèces
- genre Hemipenaeus Spence Bate, 1881 -- 2 espèces
- genre Hepomadus Spence Bate, 1881 -- 3 espèces
- genre Parahepomadus Crosnier, 1978 -- 1 espèce
- genre Pseudaristeus Crosnier, 1978 -- 6 espèces

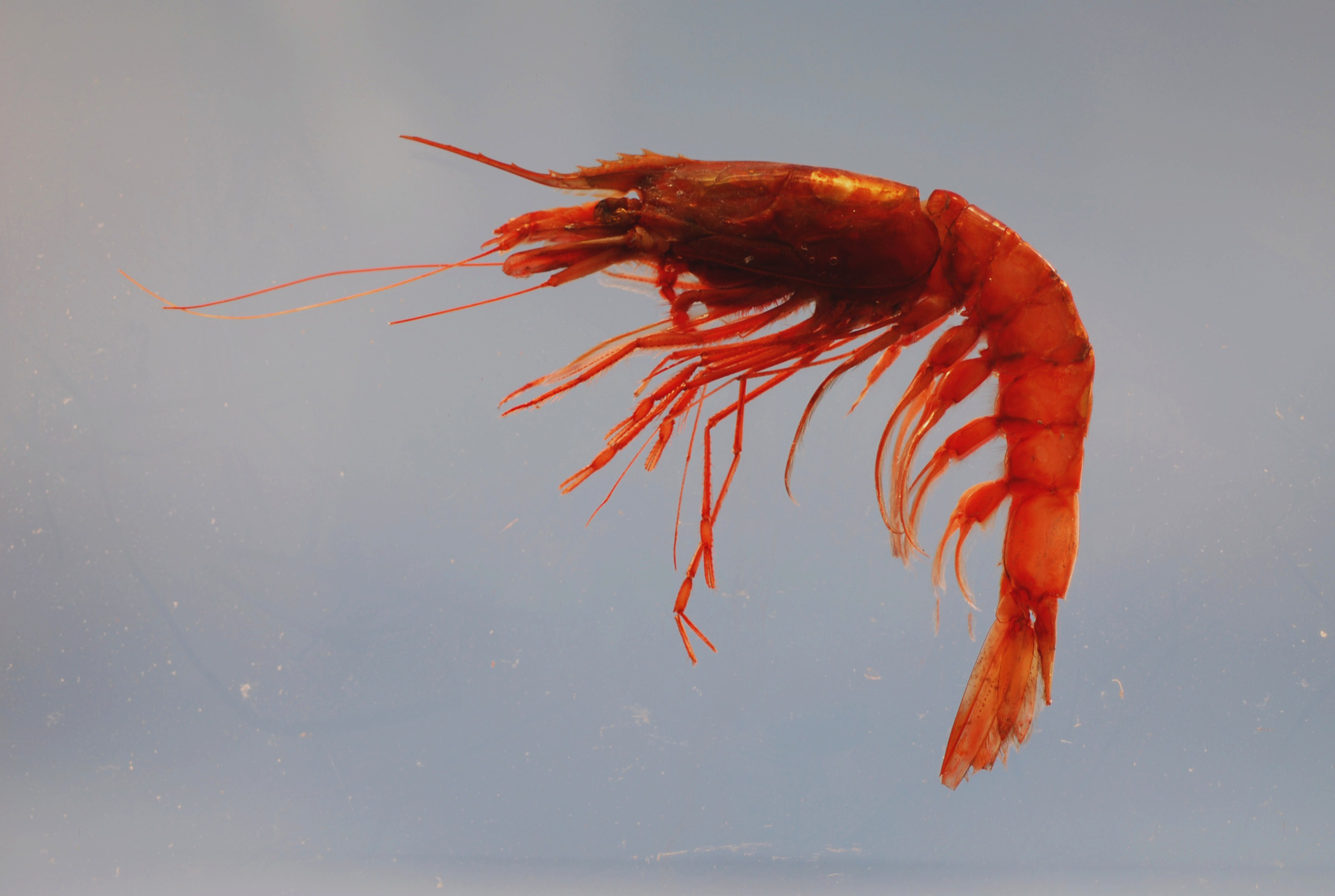
Aristaeomorpha foliacea
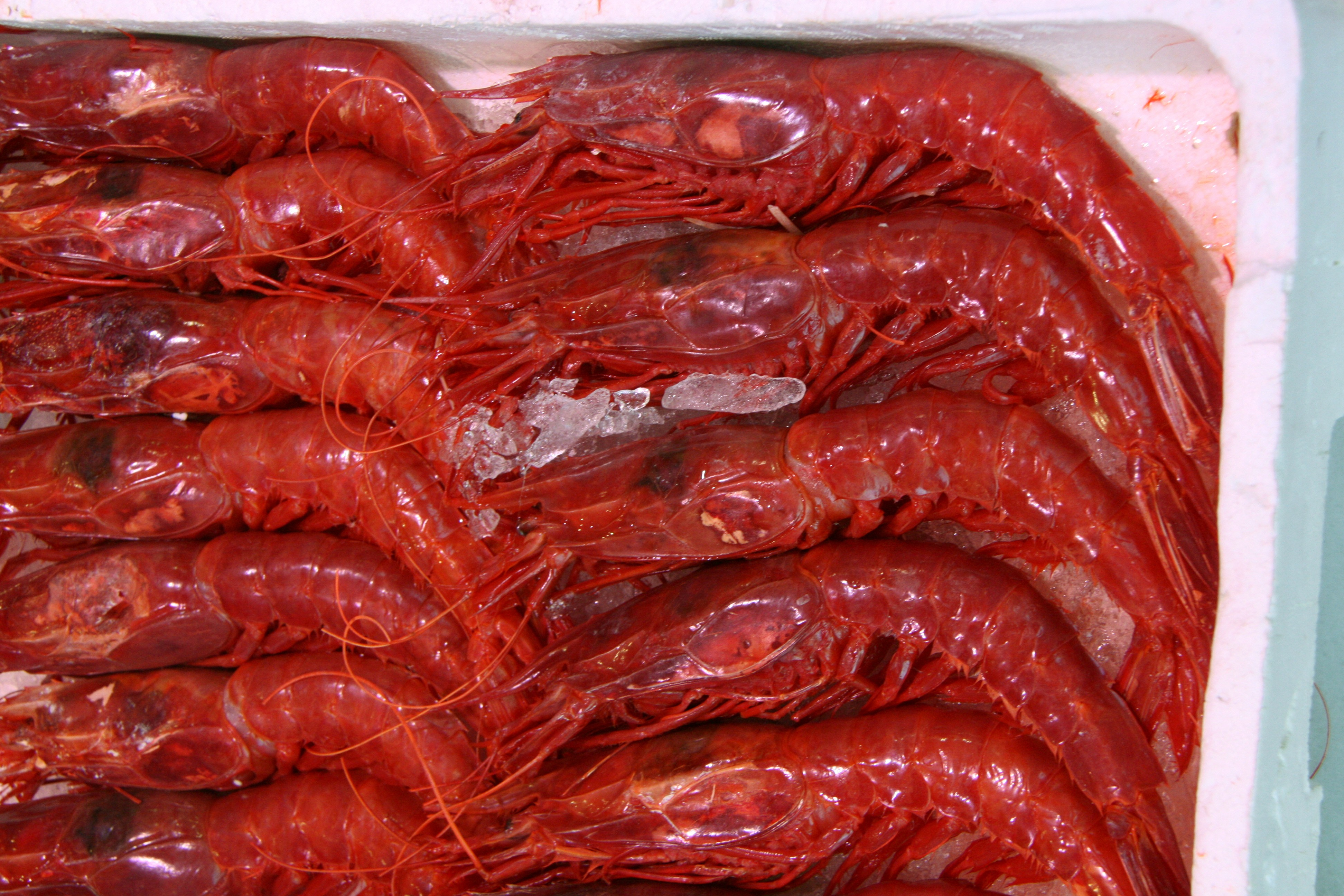
Aristaeopsis edwardsiana
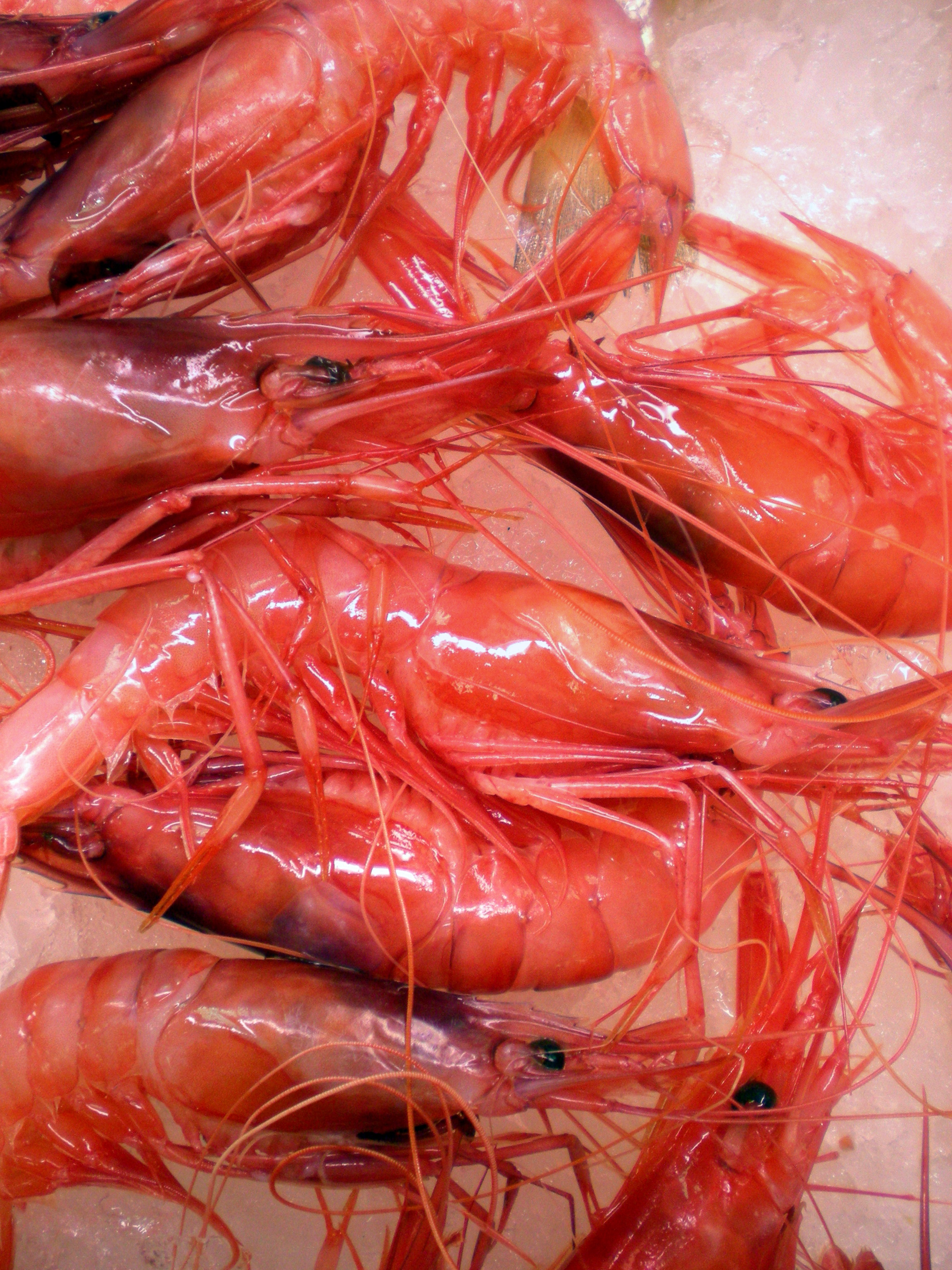
Aristeus antennatus